# Джоан Коллінз
Дама Джоан Генрієтта Коллінз (англ. Dame Joan Henrietta Collins; нар.. 23 травня 1933) — британська акторка, продюсерка, письменниця та колумністка.
Дитинство Джоан Коллінз припало на період Другої світової війни. Вона дебютувала на театральній сцені в 9-річному віці в п'єсі «Ляльковий дім», а після закінчила Королівську академію драматичного мистецтва в Лондоні й почала кар'єру в британському кіно. У 22 роки переїхала до Голлівуду та досягла популярності ролями жінок-вамп у таких фільмах, як «Дівчина в рожевій сукні» (1955). Вона успішно знімалася у великому британському та американському кіно 1950-х і 1960-х, і менш успішно в 1970-х.
У 1981 році Коллінз почала грати свою найвідомішу роль — антагоністки Алексіс Колбі в тривалому телесеріалі «Династія», яка принесла їй премію «Золотий глобус» у 1983 році. Наприкінці 1980-х вона пішла стопами своєї молодшої сестри Джекі Коллінз і випустила першу книгу Prime Time (1988), яка стала бестселером попри негативні відгуки критики, а потім і ще кілька книг і автобіографій. У 2015 році Коллінз була удостоєна Ордена Британської імперії.

## Ранні роки
Джоан Коллінз народилася в сім'ї Ельзи Бессант (1906—1962), вчительки танців і власниці нічного клубу, і театрального агента Джозефа Вільяма Коллінза (1902—1988). Батько був єврейського походження і уродженцем Порт-Елізабет. Його батьки емігрували до ПАР з Лондона. Мати була англійкою англіканського віросповідання. У Джоан була молодша сестра, Джекі Коллінз, яка стала письменницею, і брат Білл. Середню освіту Джоан отримала у Франко-голландській школі, після закінчення якої вступила до Королівської академії драматичного мистецтва. У 17 років Коллінз підписала контракт з кінокомпанією Дж. Артура Ранка, яка на той час була дуже престижна у Великій Британії.

## Кар'єра

### Кар'єра в кіно

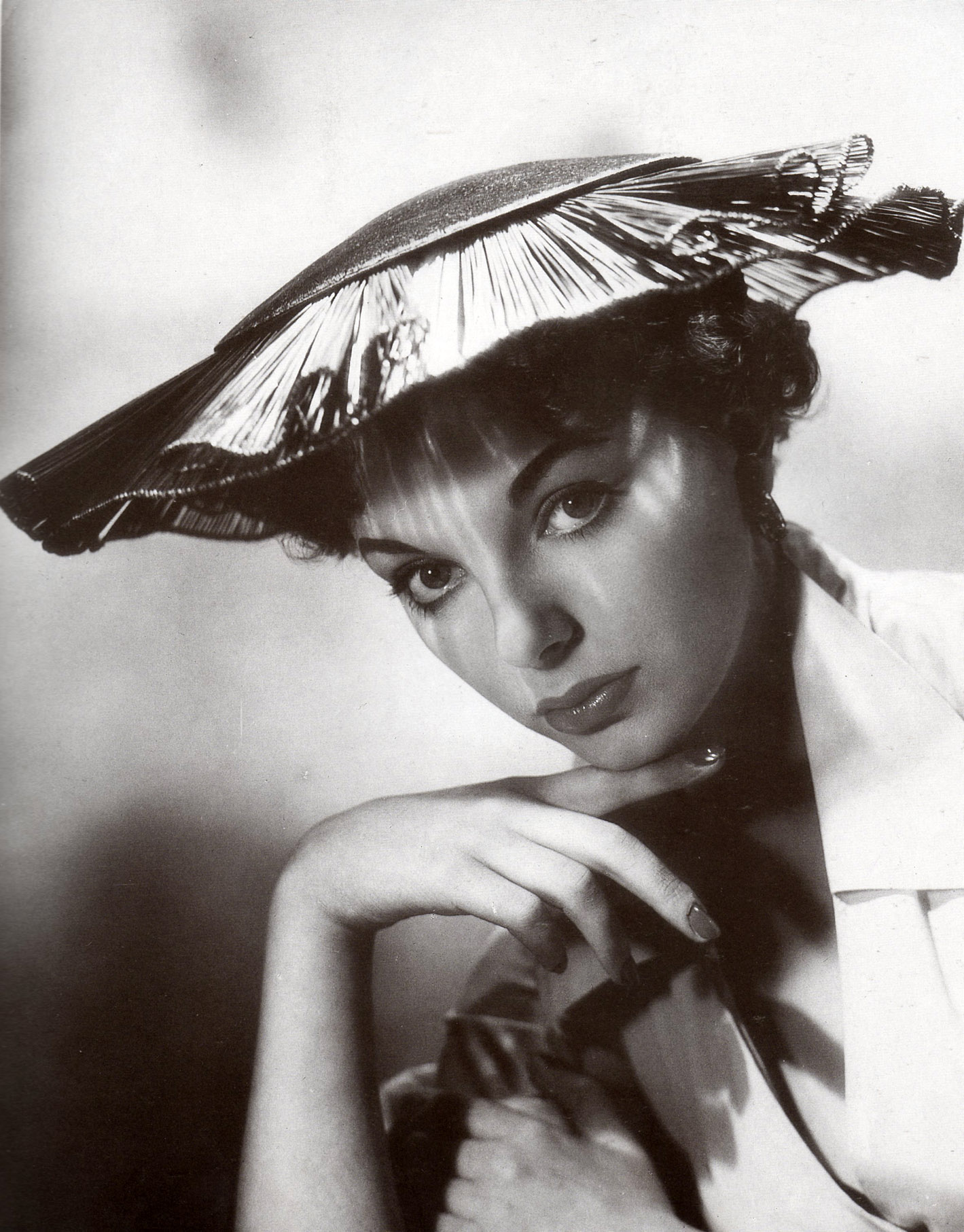
Джоан Коллінз у фільмі «Я вірю в тебе» (1952)

У 1951 році Джоан Коллінз дебютувала в британському кіно, а перша головна роль у неї з'явилася вже через рік у фільмах «Я вірю в тебе» і «Ночі Декамерона». Тоді ж вона багато знімалася для британських пін-ап-журналів і була названа найкрасивішою дівчиною Великої Британії. Часто в той період Коллінз опинялася в центрі уваги преси, в тому числі коли в 1954 році заявила, що лондонські кіностудії не намагаються підтримувати жінок-акторок.
У 1955 році Коллінз вирушила до Голлівуду і підписала контракт з кінокомпанією 20th Century Fox і незабаром акторка стала їхньою відповіддю Елізабет Тейлор і MGM. Її перша головна роль у Голлівуді була в епічному фільмі «Земля Фараонів» режисера Говарда Гоукса. Після цього вона втілила Евелін Несбіт в картині «Дівчина в рожевій сукні» і знялася в ролі молодої конкурентки героїні Бетт Дейвіс в епосі «Королева-діва». Твердо закріпивши свій статус в Голлівуді, Джоан Коллінз продовжувала виконувати головні ролі в таких фільмах, як комедія «Протилежна стать» (1956), екранізація роману Джона Стейнбека «Заблукалий автобус» (1957) і спірна, але комерційно успішна драма «Острів Сонця» (1957). Пізніше вона знімалася з Грегорі Пеком у вестерні «Бравадос», з Полом Ньюманом у «Збирайтеся навколо прапора, хлопці!», з Едвардом Г. Робінсоном у «Сім злодіїв» і головну роль в релігійному епосі «Есфірь і цар». У 1962 році вона зіграла в комедії «Дорога до Гонконгу» з Бінгом Кросбі і після взяла невелику перерву в кар'єрі, щоб народити першу дитину.

### Спад
У другій половині 1960-х кар'єра Джоан Коллінз у великому кіно зайшла в глухий кут після кількох провальних у прокаті стрічок. У той же час вона відкрила для себе телебачення і була запрошеною зіркою в ряді популярних у той період серіалів, серед яких «Бетмен», «Зоряний шлях», «Місія нездійсненна», «Поліцейська» «Старскі і Гатч».
У 70-х вона повернулася до британського кіно і знялася в кількох фільмах жахів, в тому числі «Байки зі склепу», «Страх в ночі», «Оповідання, свідки божевілля» та «Імперія мурах». Мабуть, найбільшим успіхом Коллінз у 70-х стала головна роль в екранізації роману її сестри Джекі Коллінз «Жеребець» (1978) і його продовження «Сука» (1979), що зібрали понад 20 мільйонів в прокаті.

### «Династія» і повернення успіху
У 1981 році кар'єра Джоан Коллінз фактично пережила відродження, після того як вона була запрошена на роль Алексіс Колбі, красивої і мстивої колишньої дружини біржового магната Блейка Керрінгтона (Джон Форсайт), у прайм-тайм мильній опері каналу ABC «Династія». До Коллінз серіал транслювався один короткий сезон і був на межі закриття, але із введенням її героїні рейтинги різко пішли вгору. Саме їй приписують рейтингове зростання серіалу і подальше становлення його повноцінним хітом, а не посереднім клоном «Далласа».
У 1985 році «Династія» нарешті очолила річну рейтингову таблицю найпопулярніших програм, випередивши «Даллас», а Коллінз — стала найвисокооплачуванішою акторкою на телебаченні. З 1982 по 1987 роки Коллінз 6 разів номінувалася на премію «Золотий глобус» за найкращу жіночу роль у телевізійному серіалі — драма за свою роль і виграла нагороду в 1983 році. У 1984 році вона номінувалася на премію «Еммі» за найкращу жіночу роль у драматичному телесеріалі, а в 1985 отримала нагороду «Вибір народу» як улюблена телезірка. У 1983 році Коллінз отримала зірку на Голлівудській «Алеї слави».
У 50 років Джоан Коллінз знялася для журналу Playboy. У 1986 році, на хвилі успіху серіалу, Коллінз виступила продюсеркою і виконавицею головних ролей у мінісеріалах «Гріхи» і «Монте-Карло». «Династія» тривала аж до 1989 року, а в 1991 році був знятий мінісеріал «Династія: Примирення», що завершував цю історію.

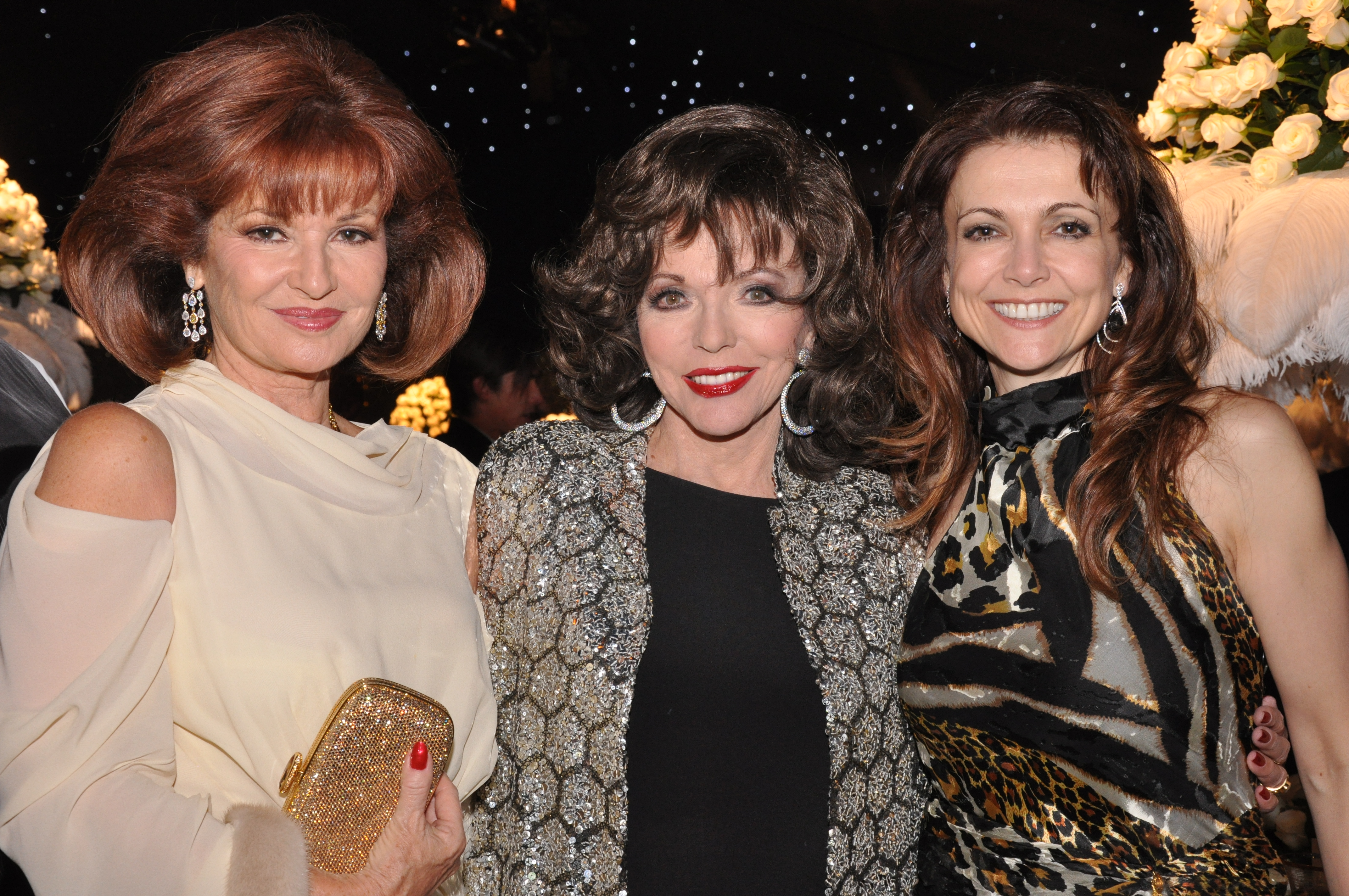
Джоан Коллінз із колегами по «Династії» Стефані Бичем та Еммою Семмс у 2009 році

### Наступні роки
Після завершення «Династії» Джоан Коллінз знімалася менш активно і вважала за краще виступати в театрі і писати автобіографії. У 1992 році відбувся бродвейський дебют Коллінз у постановці «Приватне життя боягузів».
У 1990-ті вона продовжила кар'єру в кіно і на телебаченні. Найвідомішими фільмами за її участі стали «Зимова казка» (1995), «Флінтстоуни у Віва Рок-Вегасі» (2000) та телевізійні фільми «Енні: Королівська пригода» (1995) та «Старі шкапи по-американськи» (2001) з Деббі Рейнольдс, Ширлі Маклейн і Елізабет Тейлор.
У 1997 році за свій внесок у мистецтво і благодійну роботу Джоан Коллінз отримала титул Офіцера Британської імперії. У тому ж році вона була запрошена у новий проєкт Аарона Спеллінга «Тихі палісади», який прагнув, аби акторка повторила ситуацію з порятунком «Династії». У 2002 році вона була запрошеною зіркою в кількох епізодах мильної опери «Дороговказне світло».
У 2005 році акторка Аліса Кріге зіграла роль Джоан Коллінз у телефільмі «Династія: За лаштунками сексу, жадібності й інтриг».

## Особисте життя
Як і на екрані, Коллінз має образ гламурної фаталької жінки, завдяки своїм п'яти шлюбам і бездоганному стилю. 
Першим чоловіком був ірландський актор Максвелл Рід, з яким вона була з 1952 по 1956 роки. Пізніше мала зв'язок з Сідні Чапліном, братом Чарлі Чапліна, Артуром Лоу і Ворреном Бітті. У 1963 році одружилася зі співаком і актором Ентоні Ньюлі. Народила від нього сина і дочку, а в 1971 році розлучилася. В 1973 році побралася з керівником студії «Apple Records» Роном Касом, народила дочку. Вони розлучилися в 1983 році. Через два роки пошлюбила шведського співака Пітера Холма. Після скандального розлучення в 1987 році Коллінз на час покинула США і повернулася до Лондона. Її п'ятим чоловіком у 2002 році став театральний менеджер Персі Гібсон, молодший на 32 роки. На питання про те, чи не бентежить її різниця у віці, акторка пожартувала: «Якщо він помре — значить, помре». 
Коллінз є хрещеною матір'ю моделі Кари Делевінь.
У своїй автобіографії 1978 року Коллінз повідомила, що завагітніла у віці трохи більше 20-ти років від тодішнього нареченого Воррена Бітті, але зробила аборт.

## Фільмографія

### Повнометражні фільми
- 1951 — Леді Годіва знову в сідлі / Lady Godiva Rides Again — Красива королева учасників змагань
- 1952 — The Woman's Angle — Марина
- 1952 — Відстрочений вирок / Judgment Deferred — Лил Картер
- 1952 — Я вірю в тебе / I Believe in You — Норма Гарт
- 1953 — Ночі Декамерона / Decameron Nights — Пампінея/Марія
- 1953 — Cosh Boy — Рене Коллінз
- 1953 — Поверніть ключ м'яко / Turn the Key Softly — Стелла Джарвіс
- 1953 — The Square Ring — Френкі
- 1953 — Наша дівчина П'ятниця / Our Girl Friday — Сейді Петч
- 1954 — The Good Die Young — Мері Голсі
- 1955 — Земля Фараонів / Land of the Pharaohs — Принцеса Нелліфер
- 1955 — Королева-діва / The Virgin Queen — Бет Трогмортон
- 1955 — Дівчинка в розовому платті / The Girl in the Red Velvet Swing — Евелін Незбіт
- 1956 — Протилежна стать / The Opposite Sex — Крістал Аллен
- 1957 — Автобус, що заблукав /  The Wayward Bus  —  Еліс Чікой
- 1957 — Острів Сонця /  Island in the Sun  —  Джоселін Флері
- 1957 —  Sea Wife  —  Sea Wife
- 1957 —  Stopover Tokyo  —  Тіна Ллуеллін
- 1958 — Бравадос /  The Bravados  —  Хосефа Веларді
- 1958 — Збирайтеся навколо прапора, хлопці! /  Rally 'Round the Flag, Boys! — Анджела Хоффа
- 1960 — Сім злодіїв /  Seven Thieves  —  Мелані / Мадам де Лакрус
- 1960 — Есфір і цар /  Esther and the King  —  Есфір
- 1962 — Дорога в Гонконг /  The Road to Hong Kong  —  Діана (агент «3-го Ешелону»)
- 1965 — Мільйон доларів /  La congiuntura  —  Джейн
- 1967 —  Warning Shot  —  Джоуні Веленс
- 1968 — Виверт /  Subterfuge  —  Енн Ленглі
- 1969 — Недовга любов /  L'amore breve  —  Роберта
- 1969 — Чи зможе Хайронімус Меркін колись забути Мерсі Хампп і знайти справжнє щастя? /  Can Heironymus Merkin Ever Forget Mercy Humppe and Find True Happiness?  —  поліестер Пунтенг
- 1969 — Якщо сьогодні вівторок, то це повинна бути Бельгія /  If It's Tuesday, This Must Be Belgium  —  Дівчина на тротуарі
- 1970 — Кат /  The Executioner  —  Сара Бут
- 1970 —  Up in the Cellar  —  Пет Кембер
- 1971 — Помста /  Revenge  —  Керол Редфорд
- 1971 — Заради любові /  Quest for Love  —  Оттілі / Трейсі Флетчер
- 1972 — Байки зі склепу /  Tales from the Crypt  —  Джоанн Клейтон
- 1972 — Страх в ночі /  Fear in the Night  —  Моллі Кармайкл
- 1973 — Темні місця /  Dark Places  —  Сара
- 1973 — Розповіді, свідки божевілля /  Tales That Witness Madness  —  Белла Томпсон
- 1974 —  L'arbitro  —  Єлена Сперані
- 1975 — Елфі, дорога /  Alfie Darling  —  Фей
- 1975 — Я не хочу народжуватися /  I Do not Want to Be Born  —  Люсі Карлес
- 1975 — Вой вовка /  Il richiamo del lupo  —  Сония Кендалл
- 1976 —  Il pomicione
- 1976 —  The Bawdy Adventures of Tom Jones  —  Чорна Бесс
- 1977 —  Poliziotto senza paura  —  Брижитт
- 1977 — Імперія мурах /  Empire of the Ants  —  Мерилін Фрайзер
- 1978 — Вічний сон /  The Big Sleep  —  Агнес Лозелль
- 1978 — Від нуля до шістдесяти /  Zero to Sixty  —  Глорія Мартін
- 1978 — Жеребець /  The Stud  —  Фонтейн Каледі
- 1979 — Сука /  The Bitch  —  Фонтейн Каледі
- 1979 — Сонячний опік /  Sunburn  —  Нера
- 1979 — Гра для стерв'ятників /  Game for Vultures  —  Ніколлен
- 1982 — Лускунчик /  Nutcracker  —  Мадам Лаура Каррере
- 1982 — Домашня робота /  Homework  —  Діана
- 1994 — Любов вчотирьох /  Decadence  —  Хелен / Сібіл
- 1995 — Зимова казка /  In the Bleak Midwinter  —  Маргаретт Дарсі
- 1999 — Таємний шлюб /  The Clandestine Marriage  —  Місіс Гейдельберг
- 1999 — Йосип і його дивовижний кольоровий одяг /  Joseph and the Amazing Technicolor Dreamcoat  —  Місіс Потифар
- 2000 —  Флінстоуни 2: Віва Рок-Вегас /  The Flintstones in Viva Rock Vegas  —  Перл Слегхупл
- 2001 — Оззі /  Ozzie  —  Макс Хеппі
- 2004 — Елліс в Країні гламуру /  Ellis in Glamourland  —  Сьюзен
- 2006 — Оззі /  Ozzie  —  Макс Пеппі
- 2013 — Моллі Мун: Незабутній гіпнотизер /  Molly Moon: The Incredible Hypnotist
- 2013 — Порятунок Санти /  Saving Santa  — озвучка
- 2016 — Просто приголомшливо /  Дама біля басейну

### Телесеріали
- 1964 — Людські джунглі / The Human Jungle — Ліз Крос
- 1966 — Бігти від твого життя / Run for Your Life — Джиліан Уельс
- 1966 — Людина від дядька / The Man from U. N. C. L. E. — Баронеса Бібі де Шейзер
- 1967 — Зоряний шлях / Star Trek — Сестра Едіт Кілер
- 1967 — Вирджинець / The Virginian — Лорна Марі Маршалл
- 1967 — Бетмен / Batman — Сирена
- 1967 — Годину Денні Томаса / Danny The Thomas Hour — Майра
- 1969 — Місія нездійсненна / Mission: Impossible — Ніколь Іде
- 1972 — Майстри умовлянь / The Домовленостей!  — Сідоні
- 1972 — Зал слави Hallmark / Hallmark Hall of Fame — Лоррейн Шелдон
- 1973 — Великі таємниці / Great Mysteries — Джейн Блейк
- 1975 — Еллері Квін / Ellery Queen — Леді Дейзі Фроли
- 1975 — Switch — Джекі Саймон
- 1975 — Space: 1999 — Кара
- 1976 — Баретта / Baretta — Лінн Стайлс
- 1976 — Жінка-поліцейський / Police Woman — Лорелея Френк
- 1976 — Міняйли (Артур Хейлі) / Arthur Hailey's the Moneychangers — Авріл Деверо
- 1976 — Гиббсвиль / Gibbsville — Андреа
- 1977 — Фантастична подорож / The Fantastic Journey — Королева Геляна
- 1977 — Поліцейський з майбутнього / Future Cop — Ів Ді Фалько
- 1977 — Старскі і Гатч / Starsky and Hutch — Дженіс
- 1979 — Невигадані історії / Tales of the Unexpected — Клер Дакуерт і Джулія Роуч / Сюзі Старр / Наталія Тертон
- 1980 — Берні / Bernie
- 1980 — Острів фантазій / Fantasy Island — Люсі Атуелл
- 1981 — Династія / Dynasty — Алексіс Колбі
- 1983 — Човен кохання / The Love Boat — Джанін Адамс
- 1983 — Театр чарівних історій / Faerie Tale Theatre — Мачуха/Відьма
- 1991 — Сьогодні ввечері о 8:30 / Tonight at 8.30 — Доріс Гау
- 1993 — Розанна / Roseanne — Ронні, кузіна Розанни
- 1996 — Няня / The Nanny — Джоан Шеффілд
- 1997 — Тихі палисади / Pacific Palisades — Христина Гобсон
- 2000 — Вілл та Грейс / Will & Grace — Гелена Барнс
- 2002 — Дороговказне світло / The Guiding Light — Александра 'Алекс' Сполдінг он Халкейн Торп № 3
- 2004 — Бенідорм / (Benidorm) — Крістал / Crystal Hennessy-Vass
- 2005 — Рабство і успіх Америки / Slavery and the Making of America — Reenactor
- 2006 — Готель Вавилон / Hotel Babylon — Леді Імоджин Паттон
- 2006 — Дружини футболістів / Footballers' Wives — Єва де Вольф
- 2010 — Заборонена любов / Verbotene Liebe — Леді Джоан (камео)
- 2015 — Члени королівської сім'ї / The Royals — Велика герцогиня Оксфорда
- 2018 — Американська історія жахів: Апокаліпсис / American Horror Story: Apocalypse — Іві Галлант / Бабблз Макгі
- 2019 — Гаваї 5.0 — Менді (сезон 9 серія 18).

### Телевізійні фільми
- 1972 — Людина, яка прийшла на обід /  The Man Who Came to Dinner  —  Лоррейн Шелдон
- 1973 — Drive Hard, Drive Fast  —  Керол Бредлі
- 1982 — Паперові ляльки /  Paper Dolls  —  Расін
- 1982 — The Wild Women of Chastity Gulch  —  Енні Маккалох
- 1983 — Створення манекенника /  Making of a Male Model  —  Кей Діллон
- 1984 — Як вона побувала чоловіком /  Her Life as a Man  —  Пем Дуган
- 1986 — Гріхи /  Sins  —  Елен Жюно
- 1984 — Справа Картьє /  The Cartier Affair  —  Картьє Ренд / Мерилін Галліфакс
- 1986 — Монте-Карло /  Monte Carlo  —  Катріна Петрівна
- 1991 — Червоні перці /  Red Peppers  —  Лілі Пеппер
- 1991 — Династія: Примирення / Dynasty: The Reunion — Алексіс Моррелл Керрінгтон Колбі Декстер Роуан
- 1993 —  Mama's Back  —  Тамара Гамільтон
- 1995 — Енні: Королівське пригода /  Annie: A Royal Adventure!  —  Леді Едвіна Хогботтом
- 1995 — Харт і Харт: два Харта в темпі 3/4 /  Hart to Hart: Two Harts in 3/4 Time  —  Леді Камілла
- 1998 — Солодкий обман /  Sweet Deception  —  Аріанна, мати Різі
- 2001 — Старі шкапи по-американськи /  These Old Broads  —  Едді Голден
- 2009 — Міс Марпл Агати Крісті: Гра дзеркал /  Marple: They Do It with Mirrors  —  Рут Ван Рейдок

### Продюсерка
- 1986 — Гріхи / Sins (виконавчий продюсер)
- 1986 — Монте-Карло / Monte Carlo (виконавчий продюсер)
- 1991 — Червоні перці / Red Peppers (співпродюсер)
- 1991 — Сьогодні ввечері о 8:30 / Tonight at 8.30 (помічник продюсера)
- 1999 — Таємний шлюб / The Clandestine Marriage (помощник продюсера)

## Нагороди та номінації

### Перемоги
- Премія «Золоте яблуко»
  - 1982 — Акторка року
- Премія «Золота камера»
  - 1999 — Нагорода тисячоліття
- Премія «Золотий глобус»
  - 1983 — Найкраща акторка серіалу (драма) (за телесеріал «Династія»)
- Премія «Золота німфа»
  - 2001 — Найкраща акторка
- Премія «People's Choice Award»
  - 1985 — Улюблена акторка (разом з Ліндою Еванс)
- Премія «Soap Opera Digest Awards»
  - 1984 — Найкраща лиходійка мильної опери прайм-тайм (за телесеріал «Династія»)
  - 1985 — Найкраща лиходійка серіалу прайм-тайм (за телесеріал «Династія»)

### Номінації
- Премія «Сатурн»
  - 1978 — Найкраща кіноакторка (за фільм «Імперія мурах»)
- Премія «ACE»
  - 1983 — Акторка в драматичній сцені (за телесеріал «Театр чарівних історій» (епізод «Гензель і Гретель»))
- Премія «Еммі»
  - 1984 — Найкраща акторка драматичного серіалу (за телесеріал «Династія»)
- Премія «Золотий глобус»
  - 1982 — Найкраща акторка серіалу (драма) (за телесеріал «Династія»)
  - 1984 — Найкраща акторка серіалу (драма) (за телесеріал «Династія»)
  - 1985 — Найкраща акторка серіалу (драма) (за телесеріал «Династія»)
  - 1986 — Найкраща акторка серіалу (драма) (за телесеріал «Династія»)
  - 1987 — Найкраща акторка серіалу (драма) (за телесеріал «Династія»)
- Премія «Золота малина»
  - 2001 — Найгірша акторка (за фільм «Флінтстоуни в Віва Рок-Вегасі»)
- Премія «Soap Opera Digest Awards»
  - 1986 — Найкраща акторка / актор у комічній ролі в серіалі прайм-тайм (за телесеріал «Династія»)
  - 1986 — Найкраща лиходійка в серіалі прайм-тайм (за телесеріал «Династія»)
  - 1988 — Найкраща лиходійка: Прайм-тайм (за телесеріал «Династія»)
- Премія «TV Land Award»
  - 2003 — Стильна модниця (за телесеріал «Династія»)